# Trentepohlia (Paramongoma) faustina
Trentepohlia (Paramongoma) faustina is een tweevleugelige uit de familie steltmuggen (Limoniidae). De soort komt voor in het Neotropisch gebied.